# Temporada 2013 de Indy Lights
La Temporada 2013 de la Firestone Indy Lights es la temporada número 28 de la serie Indy Lights.

## Equipos y Pilotos
| Equipo                                         | N.º | Piloto              | Fechas  | Notas                                         |
| ---------------------------------------------- | --- | ------------------- | ------- | --------------------------------------------- |
| Schmidt Peterson Motorsports                   | 7   | Gabriel Chaves      | Todas   |                                               |
| Schmidt Peterson Motorsports                   | 8   | Sage Karam          | Todas   |                                               |
| Schmidt Peterson Motorsports                   | 67  | Kyle O´Gara         | 4, 12   | En asociación con Sarah Fisher Hartman Racing |
| Schmidt Peterson Motorsports                   | 77  | Jack Hawksworth     | Todas   |                                               |
| Team Moore Racing                              | 2   | Juan Pablo García   | 1–10    |                                               |
| Team Moore Racing                              | 2   | Peter Dempsey       | 11      |                                               |
| Team Moore Racing                              | 22  | Ethan Ringel        | 1       |                                               |
| Team Moore Racing                              | 22  | Victor Carbone      | 2       |                                               |
| Team Moore Racing                              | 22  | Mikaël Grenier      | 3       |                                               |
| Team Moore Racing                              | 22  | Jimmy Simpson       | 4       |                                               |
| Team Moore Racing                              | 22  | Conor Daly          | 11      |                                               |
| Andretti Autosport AFS Racing                  | 12  | Zach Veach          | Todas   |                                               |
| Andretti Autosport AFS Racing                  | 26  | Carlos Muñoz        | Todas   |                                               |
| Belardi Auto Racing                            | 4   | Jorge Goncalvez     | Todas   |                                               |
| Belardi Auto Racing                            | 5   | Peter Dempsey       | 1–10    |                                               |
| Belardi Auto Racing                            | 5   | Juan Pablo García   | 11-12   |                                               |
| Belardi Auto Racing                            | 6   | Giancarlo Serenelli | 9–12    |                                               |
| Bryan Herta Autosport Jeffery Mark Motorsports | 28  | Chase Austin        | 4       |                                               |
| Bryan Herta Autosport Jeffery Mark Motorsports | 28  | Axcil Jefferies     | 9, 11   |                                               |
| MDL Racing                                     | 56  | Matthew Di Leo      | 3, 8–11 |                                               |
| Pabst Racing                                   | 17  | Dalton Kellett      | 10      |                                               |

## Calendario
| Fecha | Fecha                        | Carrera                        | Circuito                              | Ciudad                  |
| ----- | ---------------------------- | ------------------------------ | ------------------------------------- | ----------------------- |
| 1     | 23–24 de marzo               | Gran Premio de San Petersburgo | Circuito callejero de San Petersburgo | St. Petersburg, Florida |
| 2     | 6–7 de abril                 | Gran Premio de Alabama         | Barber Motorsports Park               | Birmingham, Alabama     |
| 3     | 20–21 de abril               | Gran Premio de Long Beach      | Streets of Long Beach                 | Long Beach, California  |
| 4     | 24 de mayo                   | Firestone Freedom 100          | Indianapolis Motor Speedway           | Speedway, Indiana       |
| 5     | 14-15 de junio               | Milwaukee Race                 | Milwaukee Mile                        | West Allis, Wisconsin   |
| 6     | 22–23 de junio               | Iowa Speedway 100              | Iowa Speedway                         | Newton, Iowa            |
| 7     | 6–7 de julio                 | Pocono Race                    | Pocono Raceway                        | Long Pond, Pennsylvania |
| 8     | 12–13                        | Gran Premio de Toronto         | Exhibition Place                      | Toronto, Ontario        |
| 9     | 3–4 de agosto                | Gran Premio de Mid-Ohio        | Mid-Ohio Sports Car Course            | Lexington, Ohio         |
| 10    | 31 de agosto-1 de septiembre | Gran Premio de Baltimore       | Streets of Baltimore                  | Baltimore, Maryland     |
| 11    | 5-6 de octubre               | Gran Premio de Houston         | Reliant Park                          | Houston, Texas          |
| 12    | 18-19 de octubre             | Fontana Race                   | Auto Club Speedway                    | Fontana, California     |

     Óvalo
     Circuitos callejeros
     Circuitos permanentes

## Resultados
| Ronda | Carrera        | Pole position   | Vuelta rápida   | Más vueltas lideradas | Piloto ganador  | Escudería ganadora      |
| ----- | -------------- | --------------- | --------------- | --------------------- | --------------- | ----------------------- |
| 1     | St. Petersburg | Carlos Muñoz    | Carlos Muñoz    | Jack Hawksworth       | Jack Hawksworth | Sam Schmidt Motorsports |
| 2     | Barber         | Carlos Muñoz    | Carlos Muñoz    | Carlos Muñoz          | Carlos Muñoz    | Andretti Autosport      |
| 3     | Long Beach     | Carlos Muñoz    | Carlos Muñoz    | Carlos Muñoz          | Carlos Muñoz    | Andretti Autosport      |
| 4     | Indianapolis   | Sage Karam      | Peter Dempsey   | Carlos Muñoz          | Peter Dempsey   | Belardi Auto Racing     |
| 5     | Milwaukee      | Sage Karam      | Zach Veach      | Zach Veach            | Sage Karam      | Sam Schmidt Motorsports |
| 6     | Iowa           | Carlos Muñoz    | Carlos Muñoz    | Sage Karam            | Sage Karam      | Sam Schmidt Motorsports |
| 7     | Pocono         | Carlos Muñoz    | Gabby Chaves    | Carlos Muñoz          | Carlos Muñoz    | Andretti Autosport      |
| 8     | Toronto        | Jack Hawksworth | Jack Hawksworth | Jack Hawksworth       | Jack Hawksworth | Sam Schmidt Motorsports |
| 9     | Mid-Ohio       | Gabby Chaves    | Carlos Muñoz    | Gabby Chaves          | Gabby Chaves    | Sam Schmidt Motorsports |
| 10    | Baltimore      | Jack Hawksworth | Jack Hawksworth | Jack Hawksworth       | Jack Hawksworth | Sam Schmidt Motorsports |
| 11    | Houston        | Sage Karam      | Gabby Chaves    | Sage Karam            | Sage Karam      | Sam Schmidt Motorsports |
| 12    | Fontana        | Zach Veach      | Sage Karam      | Carlos Muñoz          | Carlos Muñoz    | Andretti Autosport      |

## Campeonato de Pilotos
| Pos | Piloto              | STP | BAR | LBH | INDY | MIL | IOW | POC | TOR | MO | BAL | HOU | FON | Pts |
| --- | ------------------- | --- | --- | --- | ---- | --- | --- | --- | --- | -- | --- | --- | --- | --- |
| 1   | Sage Karam          | 3   | 4   | 3   | 3    | 1   | 1*  | 2   | 6   | 8  | 2   | 1*1 | 3   | 460 |
| 2   | Gabby Chaves        | 8   | 3   | 2   | 2    | 4   | 2   | 3   | 3   | 1* | 3   | 2   | 2   | 449 |
| 3   | Carlos Muñoz        | 7   | 1*  | 1*  | 4*   | 2   | 8   | 1*  | 4   | 4  | 9   | 12  | 1*  | 441 |
| 4   | Jack Hawksworth     | 1*  | 2   | 8   | 10   | 8   | 3   | 5   | 1*  | 3  | 1*  | 6   | 9   | 412 |
| 5   | Peter Dempsey       | 2   | 6   | 10  | 1    | 6   | 4   | 7   | 2   | 2  | 4   | 9   |     | 360 |
| 6   | Jorge Goncalvez     | 6   | 5   | 4   | 6    | 7   | 5   | 8   | 8   | 9  | 5   | 4   | 5   | 336 |
| 7   | Zach Veach          | 5   | 9   | 9   | 5    | 3*  | 7   | 4   | 7   | 5  | 8   | 10  | 4   | 333 |
| 8   | Juan Pablo García   | 4   | 8   | 6   | 9    | 5   | 6   | 6   | 5   | 6  | DNS | 8   | 6   | 312 |
| 9   | Matthew Di Leo      |     |     | 5   |      |     |     |     | 9   | 10 | 6   | 11  |     | 119 |
| 10  | Giancarlo Serenelli |     |     |     |      |     |     |     |     | 11 | 7   | 7   | 7   | 97  |
| 11  | Axcil Jefferies     |     |     |     |      |     |     |     |     | 7  |     | 5   |     | 56  |
| 12  | Kyle O'Gara         |     |     |     | 11   |     |     |     |     |    |     |     | 8   | 43  |
| 13  | Conor Daly          |     |     |     |      |     |     |     |     |    |     | 3   |     | 35  |
| 14  | Victor Carbone      |     | 7   |     |      |     |     |     |     |    |     |     |     | 26  |
| 15  | Mikaël Grenier      |     |     | 7   |      |     |     |     |     |    |     |     |     | 26  |
| 16  | Jimmy Simpson       |     |     |     | 7    |     |     |     |     |    |     |     |     | 26  |
| 17  | Chase Austin        |     |     |     | 8    |     |     |     |     |    |     |     |     | 24  |
| 18  | Ethan Ringel        | 9   |     |     |      |     |     |     |     |    |     |     |     | 22  |
| 19  | Dalton Kellett      |     |     |     |      |     |     |     |     |    | 10  |     |     | 20  |
| Pos | Piloto              | STP | BAR | LBH | INDY | MIL | IOW | POC | TOR | MO | BAL | HOU | FON | Pts |

| Color       | Resultados                  |
| ----------- | --------------------------- |
| Oro         | Ganador                     |
| Plata       | 2.º Lugar                   |
| Bronce      | 3.er Lugar                  |
| Verde       | 4.º & 5.º puesto            |
| Azul Claro  | 6.º-10.º puesto             |
| Azul Oscuro | Finalizó (Fuera del Top 10) |
| Púrpura     | No acabó la carrera (Ret)   |
| Rojo        | No calificó (DNQ)           |
| Marrón      | Retiro (Wth)                |
| Negro       | Descalificado (DSQ)         |
| Blanco      | No Arrancó (DNS)            |
| Blanca      | Sin participación (DNP)     |
| Blanca      | No participó                |

| Estado         | Resultado                                                   |
| Negrita        | Pole position (1 punto)                                     |
| Cursiva        | Vuelta Rápida                                               |
| *              | Mayor número de vueltas lideradas (2 puntos)                |
| 1              | Clasificación cancelada sin punto de bonificación concedido |
| Novato del Año |                                                             |
| Novato         |                                                             |

| Color       | Resultados                  |
| ----------- | --------------------------- |
| Oro         | Ganador                     |
| Plata       | 2.º Lugar                   |
| Bronce      | 3.er Lugar                  |
| Verde       | 4.º & 5.º puesto            |
| Azul Claro  | 6.º-10.º puesto             |
| Azul Oscuro | Finalizó (Fuera del Top 10) |
| Púrpura     | No acabó la carrera (Ret)   |
| Rojo        | No calificó (DNQ)           |
| Marrón      | Retiro (Wth)                |
| Negro       | Descalificado (DSQ)         |
| Blanco      | No Arrancó (DNS)            |
| Blanca      | Sin participación (DNP)     |
| Blanca      | No participó                |

| Estado         | Resultado                                                   |
| Negrita        | Pole position (1 punto)                                     |
| Cursiva        | Vuelta Rápida                                               |
| *              | Mayor número de vueltas lideradas (2 puntos)                |
| 1              | Clasificación cancelada sin punto de bonificación concedido |
| Novato del Año |                                                             |
| Novato         |                                                             |

| Posición | 1  | 2  | 3  | 4  | 5  | 6  | 7  | 8  | 9  | 10 | 11 | 12 | 13 | 14 | 15 | 16 | 17 | 18 | 19 | 20 | 21 | 22 | 23 | 24 | 25 | 26 | 27 | 28 | 29 | 30 | 31 | 32 | 33 |
| -------- | -- | -- | -- | -- | -- | -- | -- | -- | -- | -- | -- | -- | -- | -- | -- | -- | -- | -- | -- | -- | -- | -- | -- | -- | -- | -- | -- | -- | -- | -- | -- | -- | -- |
| Puntos   | 50 | 40 | 35 | 32 | 30 | 28 | 26 | 24 | 22 | 20 | 19 | 18 | 17 | 16 | 15 | 14 | 13 | 12 | 12 | 12 | 12 | 12 | 12 | 12 | 10 | 10 | 10 | 10 | 10 | 10 | 10 | 10 | 10 |

- Los empates en puntos se definen por número de victorias, o mejores resultados finales.